# Margarida de Città di Castello
Margarida de Città di Castello   (Metola, 1287 (Gregorià) - Città di Castello, 13 d'abril de 1320) va ser una dona italiana membre del Tercer Orde de Sant Domènec. Coneguda per la seva profunda fe i santedat, és venerada com a santa per l'Església Catòlica Romana.

## Biografia

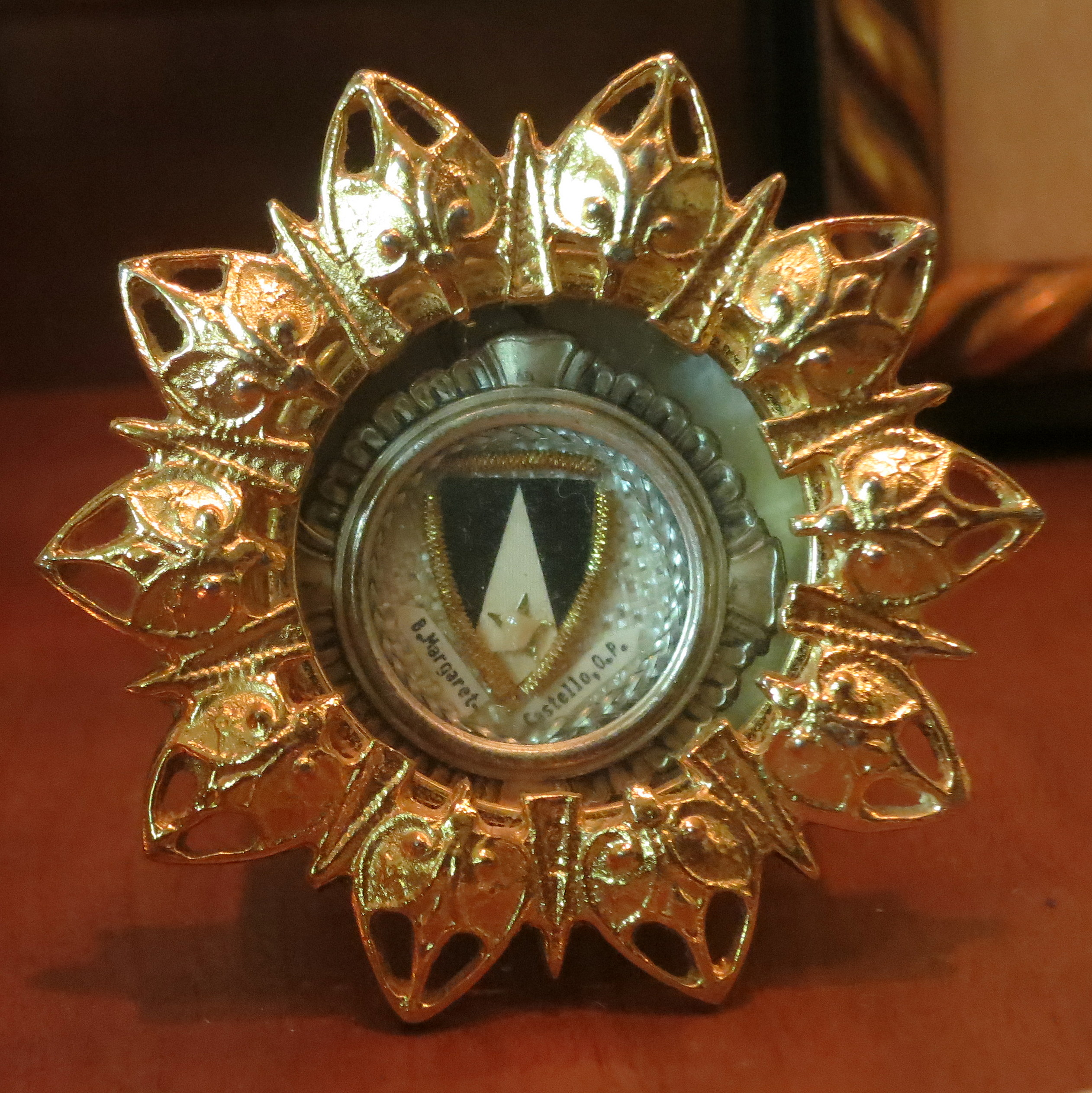
Relíquia a l'església de Saint Patrick, una parròquia on hi ha les restes del seu cos.

Va néixer el 1287, filla dels nobles Parisio i Emilia, al castell de Metola, prop de Mercatello sul Metauro. El seu pare va servir a la guarnició del castell. Va néixer cega amb una curvatura severa de la columna vertebral i tenia dificultats per a caminar, a més d'ésser nana. Tot i que els seus pares, que se sentien avergonyits d'ella, la van amagar de tot, una serventa amable la va trobar i li va donar el nom de Margarida. Als sis anys, els seus pares la van tancar durant aproximadament una dècada en una habitació adossada a la capella de la seva residència, per tal de garantir que ningú no la veiés, però que pogués assistir a missa i rebre els sagraments. El capellà la va instruir en la fe. Un cop tancada, el seu pare va ordenar a un paleta que segellés la porta, ja que la intenció era mantenir-la oculta fins que morís.
Arran d'una amenaça d'assalt al castell, Parisio va ordenar a la seva dona que marxés amb la filla, coberta amb un vel fosc, cap al castell de Mercatello. Hi va tornar a estar empresonada en un cubicle que no tenia res més que un banc. Alguns coneguts que en sabien la situació no hi estaven d'acord, però tampoc no gosaren contradir Parisio. Sa mare va suggerir de portar-la a una església on es deia que s'hi feien miracles.
El 1303, els pares la van portar a un santuari de l'Orde de Frares Menors de Città di Castello amb l'esperança que se'n guarissin els defectes congènits, però en no haver-hi cap cura, la hi van abandonar. Ella mai no va plànyer aquesta decisió dels seus pares.
Els pobres de la ciutat la van acollir com una de les seves i se'n feren càrrec. Ben aviat, va rebre un refugi segur per viure en un convent local. La manera de viure de les monges, molt laxa, va entrar en conflicte amb la intensa fe de Margarida, que fou expulsada del convent. Els veïns de la ciutat van decidir de tenir-ne cura i ella, agraïda, va obrir una petita escola per als infants on els ensenyava el catecisme i els salms que havia après amb les monges. També tenia cura dels nens quan els pares anaven a treballar.
El 1303, va conèixer els frares dominics que s'havien establert a la ciutat no gaire abans. Va estar sota la seva guia espiritual i fou admesa al capítol local del Tercer Orde de Sant Domènec; va rebre'n l'hàbit religiós que va portar la resta de la seva vida.
Va morir el 12 d'abril de 1320 en llaor de santedat i la multitud va exigir que fos enterrada a l'interior de l'església, en contra del parer del rector. No obstant, després que una noia discapacitada guarís durant al funeral, es va considerar com un senyal i fou sebollida al temple.

## Culte
Les seves restes foren traslladades el 9 de juny de 1558 perquè el seu fèretre s'havia malmès. La seva roba estava podrida però el cos es conservava bé. El bisbe local va ordenar que es fes un nou taüt per allotjar-lo, tot i que va decidir inspeccionar-lo ja que s'havia iniciat la causa de beatificació. Mesurava un metre i vint centímetres de llarg i el cap era bastant gran en proporció a la seva prima figura. El seu front era ample, amb un rostre que es va enfonsar a la barbeta amb un nas força destacat. Les seves dents eren petites i uniformes i serrades a les vores. Les mans i els peus eren petits, amb la cama dreta un centímetre i mig més curta que l'esquerra, que feia que anés coixa.
Es va reconèixer el seu culte popular quan el papa Pau V va decretar una beatificació equivalent el 19 d'octubre de 1609. El papa Climent X va estendre el privilegi d'una missa i un ofici diví en nom seu a tota l'ordre dominica el 6 d'abril de 1675. El 1988 l'arquebisbe d'Urbino, Ugo Donato Bianchi, la va nomenar patrona de cecs. El Papa Francesc la va declarar santa per canonització equipol·lent el 24 d'abril de 2021.